# Лавровская (Вологодская область)
Лавровская — деревня в Харовском районе Вологодской области.
Входит в состав Ильинского сельского поселения, с точки зрения административно-территориального деления — в Ильинский сельсовет.
Расстояние по автодороге до районного центра Харовска — 28,5 км, до центра муниципального образования Семенихи — 3,5 км. Ближайшие населённые пункты — Михайловское, Мурыгинская, Жерличиха, Савинская, Ильинская Поповка.
По данным переписи в 2002 году постоянного населения не было.